# 富润生
富润生（1925年1月5日—2008年5月14日），男，满族，大兴人。原名富德成。别名尔成、长斌、济平。中国电影配音演员。

## 生平
1925年1月5日生。1931年入小学。1935年先后考入北平振声国剧学校、长升社科班学习京剧，攻袍带小生。1936年后在北京搭班演戏。1943年因倒嗓而转入影剧界。先后在上海联华影片公司、中华影片公司、徐州淮艺剧团、青岛中华剧社、上海原子广播剧团、上海影星剧团、上海大众剧团任演员。1950年转到上海电影制片厂工作。
1981年不幸患上喉癌，但仍坚持配音工作。退休后在上海过着简朴的生活。2008年5月14日去世，享年83岁。

## 主要参演作品
| 年份 | 电影名称           | 配音角色     |
| ---- | ------------------ | ------------ |
| 1952 | 《伟大的公民》     | 杜鲍克       |
|      | 《基度山伯爵》     | 法老         |
|      | 《巴黎圣母院》     | 路易国王     |
|      | 《蛇》             | 美国情报局长 |
|      | 《孤星血泪》       | 马格威奇     |
|      | 《吟公主》         | 千利休       |
|      | 《金环蚀》         | 石原参吉     |
|      | 《水晶鞋与玫瑰花》 | 国王         |
|      | 《车队》           | 莱尔警长     |
|      | 《卡桑德拉大桥》   | 麦肯奇上校   |
|      | 《萨拉丁》         | 萨拉丁       |
|      | 《居里夫人》       | 居里         |